# Монте (пустиня)
Вижте пояснителната страница за други значения на Монте.
Монте (на испански: Monte) е пустиня в Аржентина, с площ от около 460 000 км². Пустинята е разположена югоизточно от пустинята Атакама в Чили, северно от голямата Патагонска пустиня и източно от планинската верига Андите.

## География и климат
Монте обхваща голяма територия, която се простира на юг от аржентинската провинция Тукуман до устието на река Чубут. Дължината и от север на юг е около 1200 км. Климатът е много сух, количеството на валежите е от 150 до 350 mm годишно. Средната температура през лятото е между 14 и 20 °C.

## Флора и фауна
Растителността е степна – бедна и еднообразна, особено през сухия сезон. Включва храсти, кактуси, бодливи круши и различни треви. Растителност покрива по-малко от 40 % от територията на пустинята.
Фауната е представена от дребни гризачи, едри бозайници като гуанако, и степни птици.